# Revenu de base en France
Pour un article plus général, voir Revenu de base.
Le revenu de base est une idée qui est envisagée par différentes personnes depuis de nombreuses années en France. On observe néanmoins depuis quelques années, et particulièrement depuis l'annonce très médiatisée de la mise en place d'une expérimentation en Finlande en 2015, un intérêt croissant autour de cette thématique.

## Historique
Après être longtemps resté une proposition marginale en France, le revenu de base devient un enjeu de débat public dans les années 2010, en particulier lors de la campagne présidentielle de 2017,.

## Personnes et organisations soutenant la mise en place d'un revenu de base

### Penseurs et théoriciens
L'idée remonte en France à Jacques Duboin qui a proposé un revenu universel dans les années 1930,.
L'économiste et futur ministre Lionel Stoléru a formulé en 1974 la première proposition complète pour la France, sous la forme d'un impôt négatif inspiré de ce qui était étudié et expérimenté à l'époque aux Etats-Unis.
Le philosophe écologiste André Gorz, après y avoir été opposé, s'est rallié à cette idée dans ses derniers ouvrages. L'allocation universelle ou le revenu d'existence - selon ses expressions - est présenté comme un incitateur aux activités non marchandes à condition qu'il soit d'un montant suffisant pour échapper au chantage à l'emploi et permettre ainsi à l'individu de choisir son temps de travail hétéronome (salarié ou subordonné). En 2007, dans l’article Penser l’exode de la société du travail et de la marchandise, dans la perspective d’une sortie du capitalisme, il envisage l’allocation d’un revenu social garanti en lien avec les ateliers coopératifs de fabrications locales et l’autoproduction.
Le journaliste Ignacio Ramonet a parlé, en 2000, de la nécessité d'« établir un revenu de base inconditionnel pour tous », couplé à l'instauration de la taxe Tobin et du démantèlement des paradis fiscaux.
L'économiste Yann Moulier-Boutang, directeur de la revue Multitudes, le présentent comme un moyen de lutte contre la pauvreté pour un nouveau projet de société solidaire. 
Le philosophe Toni Negri, issu de l'opéraïsme et coauteur d'Empire, défend l'instauration, à l'échelle mondiale, d'un revenu universel qui fonderait les bases d'une citoyenneté mondiale.
Le philosophe Jean-Marc Ferry défend lui aussi le revenu de base, qu'il appelait dans les années 1990 un « revenu de citoyenneté ».
Dans son ouvrage L'argent des Français, Jacques Marseille, historien de l'économie, propose, à fiscalité globale inchangée, d'instaurer un revenu de base mensuel de 750 euros pour chaque adulte français, de la majorité à la mort.
Bernard Maris, économiste, écrivain, et membre du conseil général de la Banque de France, a soutenu l'idée d'un revenu minimum d'existence,.
Le blogueur Étienne Chouard soutient lui aussi cette proposition.

### Organisations
L'AIRE (Association pour l'Instauration d'un Revenu d'Existence), fondée en 1989 par les économistes Henri Guitton et Yoland Bresson, développe des modèles économiques et philosophiques associés au revenu d'existence[source secondaire nécessaire].
Le Collectif d'agitation pour un revenu garanti optimal (CARGO) revendiquait un RMI à 100 000 francs. Apostrophé à la télévision par CARGO, Jacques Chirac répond : « Il n'est pas possible de tout avoir tout de suite »[source secondaire nécessaire].
Alternative libérale défend ce concept en y voyant un moyen de faciliter « la prise de risque, l’initiative », et de supprimer le système actuel d’aides sociales « absurde et inefficace » qui favorise le clientélisme électoral. Il s'agit d'une des propositions majeures du parti, qui reprend dans ses grandes lignes la conception hayekienne. Le programme d'Alternative libérale précise que le montant du « revenu d'existence » sera mensuellement de 100 euros pour un mineur et de 500 pour un majeur. Alternative libérale défend ainsi l'idée d'un montant différencié pour les majeurs et les mineurs.
En 2011, le Centre des Jeunes Dirigeants proposait la mise en place d'un revenu de base de 400 euros (financé selon les travaux de Marc de Basquiat) dans son livre blanc de propositions pour la campagne présidentielle de 2012.
En 2013, le Mouvement Mondial des Travailleurs Chrétiens s'est prononcé pour le revenu de base et a appelé à soutenir l'initiative citoyenne européenne lancée la même année.
Le Mouvement français pour un revenu de base (MFRB) est créé en 2013 pour rassembler les différents partisans du revenu de base pour obtenir son instauration en France[source secondaire nécessaire].
En 2014, le think tank libéral Génération Libre publie une étude proposant la mise en place d'un revenu de base de 450 euros[source secondaire nécessaire].
En 2020, le groupe Odissée propose de lier le revenu universel à la citoyenneté à travers le « Cv citoyen ».

### Partis et personnalités politiques

#### Partis écologistes
Les Verts défendent ce revenu de base qui était dans leur programme en 2007 et aux européennes de 2009. En 2013, le parti réaffirme son soutien à l'idée grâce à une motion thématique portée par le sénateur Jean Desessard qui obtient plus de 70 % de votes favorables. La même année, plusieurs députés européens EELV (dont Eva Joly, Karima Delli, Yves Cochet, Michèle Rivasi, José Bové) ont clairement affirmé leur soutien à l'initiative européenne pour le revenu de base en signant un appel à soutien.
Le député écologiste Yves Cochet avait inscrit l'établissement d'un revenu d'existence dans la profession de foi de sa candidature à l'investiture pour l'élection présidentielle française de 2007[source secondaire nécessaire]. Il précise : « Le revenu d’existence est universel, reçu par tous sans plafond de ressources, mais imposable et donc entièrement récupérable sur les riches par la fiscalité »[source secondaire nécessaire].
L'UDE (Union des démocrates et des écologistes, classé au centre-gauche) de Jean-Vincent Placé, Jean-Luc Bennahmias et François de Rugy, s'est prononcé pour le revenu de base[réf. nécessaire].
Le Parti pour la décroissance défend sur le même principe une dotation inconditionnelle d’autonomie. Ils la défendaient dans leur programme aux élections européennes de 2009 sous la forme d'un revenu garanti européen. En 2013, le parti défend officiellement l'initiative citoyenne européenne[source secondaire nécessaire].
Le mouvement politique Utopia (rassemblant des personnes issues des Verts et du Parti de gauche)  promeut un « revenu universel citoyen » ou « allocation universelle », notamment par la voix de Baptiste Mylondo, économiste membre du mouvement.
Dans le cadre des élections européennes de 2014, Europe Écologie Les Verts, le Parti fédéraliste européen, le Mouvement socialiste alternatif (MSA) et Nouvelle Donne ont soutenu l'idée du revenu de base. La nouvelle formation politique de gauche Nouvelle Donne a notamment lancé la proposition de créer un revenu de base en 'euro-francs', une monnaie nationale complémentaire à l'euro. Bien que minimaliste, cette proposition permet, selon Pierre Larrouturou « d’avancer concrètement et immédiatement vers la mise en place d’un revenu de base inconditionnel. »
Les Jeunes Écologistes (mouvement associé à EELV) se sont également positionnés en faveur du revenu de base dès 2014[source secondaire nécessaire] (soutien confirmé en 2016[source secondaire nécessaire]).

#### Parti socialiste
Au sein du Parti Socialiste, l'idée commence également à faire son chemin courant 2012. Ainsi, Arnaud Montebourg consacre-t-il un chapitre au "revenu d'existence" de son livre Antimanuel de politique. Le 4 septembre 2012, Christophe Girard alors adjoint au maire de la ville de Paris, lance une contribution au prochain congrès du parti, dans laquelle il défend le "revenu social garanti", cependant cette dernière proposition n'est pas celle d'un revenu de base totalement inconditionnel mais une simple extension conditionnée du système des aides aux minima sociaux. 
Début 2016, Emmanuel Macron affirme que « le revenu de base est une idée intéressante, qu'il faut creuser dans les prochaines années. Car elle donne la possibilité à chacune et à chacun d'avoir un point de départ dans la vie. [...] Car c'est cela qui crée des conditions d'égalité réelle. »
Candidat à l'élection présidentielle de 2017 et aux primaires Manuel Valls propose une version revenu de base qui est une « simplification des minimas sociaux ». Il évoque une « allocation unique à partir de 18 ans ». Également candidat à la primaire, Benoît Hamon propose lui un revenu de base plus ambitieux qui aurait une portée universelle et remporte la primaire le 29 janvier 2017.

#### Autres partis de gauche
Le Parti fédéraliste français indique à l'article 1er de sa charte « Considérant que toute personne a droit à un revenu minimum vital, nous sommes partisans de la mise en place d'un revenu universel de citoyenneté »[source secondaire nécessaire].
Le Mouvement des Libéraux de Gauche (MLG) a pris plusieurs fois position en faveur du revenu de base, notamment à l'occasion du débat sur les retraites[source secondaire nécessaire].
Pour les élections législatives de 2012, le Parti pirate français a inscrit le revenu de base dans son programme,.
En 2014, le Mouvement socialiste alternatif (MSA) prend position en faveur d'un revenu de base qu'il nomme « allocation universelle ».
En 2016, les Jeunes radicaux de Gauche (JRG) proposent la mise en place d'un revenu de base européen[source secondaire nécessaire].

#### Partis centristes
En 2016, les Jeunes démocrates font la proposition d'un revenu de base à 600€ pour les personnes majeures et à 300€ pour les mineurs, principalement financé par une refonte de la fiscalité.
Le 26 novembre 2020, la députée du groupe Agir Ensemble, Valérie Petit, obtient un vote largement favorable sur sa proposition d'étudier la mis en place d'un Socle citoyen, formule de revenu universel dérivée du mécanisme de prélèvement à la source de l'impôt sur le revenu.
En 2022, le Parti Radical propose dans le cadre de son manifeste « L'Europe et la République pour tous » de débattre et d'expérimenter un revenu universel de 700€ par mois et 130€ par enfant mineur à charge.

#### Partis de droite
Dès 2003, le « dividende universel » est une proposition prioritaire du programme politique de Christine Boutin. Elle proposait un revenu « du berceau à la tombe » et le montant proposé était de 300 euros par mois. Lors de la campagne présidentielle de 2012, Christine Boutin renouvelle sa proposition de revenu de base, cette fois  à 400 euros pour tous, qui serait financé par une refonte de la fiscalité en France.
En 2011, lors de la précampagne électorale des présidentielles de 2012, Dominique de Villepin a intégré à son programme l'idée d'un « revenu citoyen » de l'ordre de 850 €, versé en contrepartie d'obligations civiques (inscription sur les listes électorales, engagements associatifs divers, projet de création d'activité…). Alain Madelin, personnalité libérale iconoclaste, est une des seules personnes à apporter son soutien à cette proposition, en soulignant que le sujet mérite d'être débattu et expérimenté.
En novembre 2015, le député Les Républicains Frédéric Lefebvre pose un amendement demandant la rédaction d'un rapport sur le sujet. Devenu  candidat à la primaire de 2016, il met l'instauration d'un revenu de base au centre de son programme pour 2017.
En 2015, Bruno Lemaire, conseiller économique de Marine Le Pen, propose quant à lui un « revenu minimum de dignité » (RMD), idée qu'il avait déjà avancé en 2011 sur son blog personnel. Le 19 avril 2016, Marine Le Pen se prononce lors d'une interview pour l'instauration d'un revenu universel, mais le Front national ne l'a pas encore inscrit officiellement dans son programme.

## Quel montant?
Si des politiques de droite et de gauche se rejoignent sur l'idée d'instaurer par principe un revenu de base inconditionnel, tous ne sont pas d'accord sur les effets attendus par cette mesure, ni sur les montants à verser à chaque citoyen.
Dans sa version libérale, défendue par Christine Boutin par exemple, l'objectif du revenu de base est d'aider à lutter contre la très grande précarité et de rendre le pays plus compétitif en flexibilisant le marché du travail tout en abaissant son coût. Dans cette vision, les montants proposés sont les plus bas (Christine Boutin proposait par exemple un montant de 400 euros en 2012). Dans ce cas, la RBI a pour but de compléter un salaire et non pas de le remplacer.
D'autres comme Julien Bayou ont une vision différente du RBI et prônent des montants plus élevés qui pourraient permettre de remplacer un salaire et de choisir de travailler ou non. Cela permettrait selon lui une revalorisation des métiers "utiles à la société" et de repeupler les campagnes, où le coût de la vie est moindre, mais qui souffrent du chômage.
Dans la continuité de sa thèse de doctorat de 2011 consacrée à la question du financement d'une allocation universelle, puis de l'approfondissement mené depuis 2014 avec l'Association pour l'instauration d'un revenu d'existence, Marc de Basquiat définit le montant comme le point de rencontre entre le RSA d'une personne seule, déduction faite du forfait logement, et le terme fixe du calcul de la tranche au taux marginal de 30% dans l'impôt sur le revenu. En 2021, ces deux valeurs étaient respectivement de 497,50 et de 499,51 euros par mois. 
Les montants avancés sont donc variés et vont de 400 à 1000 euros.

## Financement
Les défenseurs du RBI ne tombent pas tous d'accord sur les moyens de financement d'un tel revenu. Dans la majeure partie des cas, le RBI engloberait certains fonds dédiés à des aides existantes qui disparaitraient (RSA, chômage, APL, retraite, allocations familiales). Tous ne sont pas d'accord sur le choix des aides qui devraient être remplacées par le RBI et celles qui devraient s'ajouter.
D'autres moyens de financement sont imaginés tels que de la création monétaire ou une augmentation de la TVA. 
Frédéric Lefebvre du parti Les Républicains propose une réorganisation du système fiscal avec une « flat tax » à deux paliers.